# Rivière Laas
Pour les articles homonymes, voir Laas.
La rivière Laas est un affluent de la rive sud de la rivière Bell laquelle coule généralement vers le nord pour se déverser sur la rive sud du lac Matagami (bassin versant de la baie James). La rivière Laas coule dans le territoire non organisé de Lac-Despinassy, dans la municipalité régionale de comté (MRC) de Abitibi, dans la région administrative de Abitibi-Témiscamingue, au Québec, au Canada.

## Géographie
Les bassins versants voisins de la rivière Laas sont :
- côté nord : rivière Bell, baie Wâckobak ;
- côté est : rivière Bell, rivière Cuvillier ;
- côté sud : rivière Bell, rivière Bartouille, rivière Taschereau ;
- côté ouest : rivière Bartouille, rivière Laflamme, ruisseau du Castor.

La rivière Laas prend sa source au nord-est de zones de marais, situé à 2,8 km du côté ouest de la rivière Bell et à 1,7 m à l'ouest de la confluence de la rivière Taschereau.
La rivière Laas coule généralement vers le nord sur 9,1 km en recueillant du côté gauche deux ruisseaux.
La rivière Laas se déverse sur la rive sud d’une courbe de la rivière Bell, en face d’une île (longueur : 1,9 km). Cette localisation est située à :
- 12,5 km au sud-est du centre du village de Lebel-sur-Quévillon ;
- 29,9 km au nord de l’embouchure du lac Parent ;
- 67,6 km au nord du centre-ville de Senneterre ;
- 92,5 km au sud-est du centre-ville de Matagami ;
- 120,8 km au sud-est de l’embouchure du lac Matagami.

## Toponymie
Le terme Laàs se réfère à trois commune française et à un patronyme de famille.
Le toponyme Rivière Laas a été officialisé le 5 décembre 1968 à la Commission de toponymie du Québec.